# U-922
Unterseeboot 922 foi um submarino alemão do Tipo VIIC, pertencente a Kriegsmarine que atuou durante a Segunda Guerra Mundial.

## Comandantes
| Comandante                                          | Data                                          |
| --------------------------------------------------- | --------------------------------------------- |
| Oblt. Ulrich-Philipp Graf von und zu Arco-Zinneberg | 1 de agosto de 1943 - 2 de novembro de 1943   |
| Oblt. Eduard Aust                                   | 3 de novembro de 1943 - 20 de outubro de 1944 |
| Oblt. Erich Käselau                                 | 21 de outubro de 1944 - 3 de maio de 1945     |

## Subordinação
Durante o seu tempo de serviço, esteve subordinado às seguintes flotilhas:
| Período                                         | Flotilha                                 |
| ----------------------------------------------- | ---------------------------------------- |
| 1 de agosto de 1943 - 31 de agosto de 1943      | 21. Unterseebootsflottille (treinamento) |
| 1 de setembro de 1943 - 19 de fevereiro de 1945 | 23. Unterseebootsflottille (treinamento) |
| 20 de fevereiro de 1945 - 3 de maio de 1945     | 31. Unterseebootsflottille (treinamento) |